# Too Many Cooks (film, 1921)
Pour plus de détails, voir Fiche technique et Distribution.
Too Many Cooks est un court métrage britannique réalisé par Adrian Brunel, sorti en 1921.

## Fiche technique
- Titre original : Too Many Cooks
- Réalisation : Adrian Brunel
- Scénario : Adrian Brunel
- Production : Leslie Howard
- Société de production : Minerva Films
- Société de distribution : Minerva Films
- Pays d'origine :  Royaume-Uni
- Langue originale : anglais
- Format : Noir et blanc  — 35 mm — 1,33:1 — Film muet
- Genre : Comédie
- Durée : 2 bobines
- Dates de sortie : Royaume-Uni : juillet 1921

## Distribution
- Phyllis Joyce
- Nan Patterson
- Arthur Booth
- Bert Darley